# Empoascanara hirsuta
Empoascanara hirsuta är en insektsart som beskrevs av Irena Dworakowska 1980. Empoascanara hirsuta ingår i släktet Empoascanara och familjen dvärgstritar. Inga underarter finns listade i Catalogue of Life.